# 処刑少女の生きる道
『処刑少女の生きる道』（しょけいしょうじょのバージンロード）は、佐藤真登による日本のライトノベル。イラストはニリツが担当している。GA文庫（SBクリエイティブ）より2019年7月から2025年3月まで刊行された。「自分の人生で自分自身が許せないものを内面に抱えてしまったキャラクターがどうやって自分を許すか」がテーマとなっている。
第11回GA文庫大賞大賞受賞作。「ラノベ好き書店員大賞2020」文庫部門で6位を獲得。2024年1月時点でシリーズ累計部数は40万部を突破している。
メディアミックスとして、三ツ谷亮によるコミカライズ版が『ヤングガンガン』（スクウェア・エニックス）にて2020年12号から2024年9号まで連載された。また、2022年にはテレビアニメが放送された。

## あらすじ
1000年以上前、とある世界は「迷い人」と称される異世界人（神隠しにあった日本人）の来訪によりもたらされた文化と、異世界人の魂に定着する強力な超自然的な力「純粋概念」、そしてそれを偏在化させた「魔導」により、高度な文明を作り上げた。
しかしそれは異世界人らの純粋概念の暴走により突如終焉を迎え、主大陸の東西南北に「四大人災」という回復不能の災害の爪痕を残し、人類文明は中～近世レベルにまで衰退する。
以降、純粋概念の暴走による災害の危険をはらむ異世界人は、存在そのものが禁忌とされ、自然現象による来訪・人為的召喚による来訪を問わず、教会で特別な訓練を受けた神官「処刑人」により殺害される存在となった。
処刑人として活動する少女メノウは、任務で迷い人の少女アカリの存在を知る。メノウはアカリのもとへ赴き任務の遂行を試みるが、アカリは「時」の純粋概念の持ち主であり事実上の不死身状態となっていたため暗殺に失敗。アカリの純粋概念を予測立て、その力に対応できる儀式場へ連れていくため、メノウはアカリの純粋概念を見極めつつ、処刑対象であることを伏せながら共に目的地への旅を送ることになった。

## 登場人物
声の項はテレビアニメ版の担当声優。
メノウ
声 - 佐伯伊織
本作の主人公。日本からの迷い人を殺す処刑人の少女。卓越した魔導の使い手。幼い頃に迷い人の「すべてを漂白する」純粋概念による人災に巻き込まれ、故郷も家族も失った後、教会に育てられた。
人災によって心まで漂白されて無感情だったが、フレアを慕う思いは強く、彼女と同じ処刑人になることを願う。現在は普通に明るく優しい少女になったが、それゆえに世界のためだと信じて迷い人を殺害することに苦悩し続けている。標的を油断させるために演技なども上手く、それでアカリに近づくなどをした。
- 殺伐とした世界観にふさわしい主人公として、また主人公自身を追い詰めるものとして、処刑人と設定された。作者の佐藤はメノウについて、才能自体は豊かではなく努力の結果として一人前と評される程度の力を持ち、策を巡らせて事件や任務を解決していくロジカルなキャラクターが描きたかったと話している。

トキトウ・アカリ（時任 灯里）
声 - 佳原萌枝
日本からやってきた迷い人の少女。学生服を着ている描写があるが年齢は不明。「時間を巻き戻す」純粋概念の持ち主であり、殺害されても無意識に自身の時間を巻き戻して復活する。
自分を救ってくれた（と思わされている）メノウを信じ、彼女に導かれるまま旅をする。
- 佐藤はアカリについて、ライトノベルの記号的なキャラクターとして作り、読者が感じるであろう疑問に答えるような内面のエピソードを物語の進行と結びつけて書き加えていったと話している。

モモ
声 - 金元寿子
メノウの後輩の処刑人。メノウの言うことなら何でも従うほどに慕い、任務では彼女のバックアップを担当する。得物は糸鋸でアーシュナとの戦いで彼女の得物である剣戟を受け止めた強度を持つ。
- 佐藤はお気に入りのキャラクターとしてモモを挙げている。

アーシュナ・グリザリカ
声 - M・A・O
グリザリカ王国の王女。無類の戦闘狂であるが、常に冷静な判断を下せる頭脳の持ち主でもある。
- 佐藤はアーシュナについて、他の主要キャラクターと比べて在り方が異なることが特徴で、登場時から印象が一貫して変わらない裏表のないキャラクターとして描いたと話している。

マノン・リベール
声 - 石見舞菜香
港町リベールの領主にして第四身分（フォース）のリーダーであるリベール伯の一人娘。父が病に倒れたため、その代行を務めている。おっとりとした言動と若いこともあって周囲の者からは侮られているが、本性は冷酷で狡猾である。迷い人だった母をフレアに殺されている。
メノウに敗れるが、自身を生贄にして後述の少女を召喚した。
万魔殿（パンデモニウム）
声 - 春野杏
マノンに育てられている純粋な幼い少女。趣味は歌と踊りと映画鑑賞。
正体は霧魔殿（パンデモニウム）に封じ込められている四大人災の1つで、その本体のうち小指に相当する一部分が這い出てきた存在。殺されても自分の死を生贄にすることによって復活し、多数の怪物を召喚する。マノンはこの少女の血から魔薬を作っていた。
サハラ
鋼鉄の腕を持つ修道女。
フレア（導師「陽炎」）
声 - 甲斐田裕子
赤髪の処刑人。人災に巻き込まれてすべてを失ったメノウを拾い、処刑人として育てあげた。厳しさと優しさを併せ持ち、メノウにとっては恩師という枠を越えた存在である。
オーウェル
声 - 久保田民絵
古都ガルムにいる大司教。フレアとメノウの直属の上司。好人物を装っているが、実はアカリをはじめとする異世界人召喚事件の黒幕である。その理由も若さを求めたものという利己的なもの。
シシリア
声 - 渡辺明乃
港町リベールで司祭を務める神官。フレアと関連を持っているというが詳細は不明。
ミツキ
声 - 内田雄馬
アカリと異なり、無能力とみなされて王城から追放された迷い人の少年。「対象を無に帰す」（消し去る）純粋概念の持ち主であることが判明したため、メノウに殺害される。

## 用語
迷い人
メノウたちの世界に偶発的・あるいは人為的に召喚された日本人たちの総称。本作の時代より過去の古代においては、彼らの持つ純粋概念の力を余すことなく用いたことによって世界の文明は劇的に発達し、公用語も迷い人が用いる日本語に置き換わったほどの影響力を持つ。それと同時に、四大人災の発生による文明滅亡を機に殺害対象となった。
自然現象・人為的召喚（禁忌）を含め年間に2～３人程度来訪するとされている。日本人は全員がほぼ同一の時間から召喚され、1000年前の迷い人も現在の迷い人もまったく同じ時代に行方不明になった者である。迷い人が日本に帰還する「現実的な手段」は無い。
純粋概念
異世界人の魂に定着する強力な超自然現象を引き起こす能力。それぞれ属性があり、作中には「無」「時」「魔」「器」「白」「星」などが登場。「時」の純粋概念は「時間停止」「時間回帰」「風化」など時間に関連するさまざまな事象を引き起こす。しかし使用すればするほどに魂は消耗して精神が汚染され、さらに記憶をなくすこととなり、すべての記憶を失った時点で「人災」として暴走する。人災はいずれも町ひとつを消し潰すほどの災害となる。ただし人災化した純粋概念は効果が劣えるものの世界に偏在化するようになり、「経典」などの魔具を用いることによって誰にでも扱えるようになるため、「経典に相応しく利用価値のある」純粋概念はわざと人災化させられる。さらに1000年前の古代文明では異世界人は、純粋概念を利用しようとする人間たちによる非人道的な人体実験の哀れな被害者であった。
人災（ヒューマン・エラー）
純粋概念を多用した結果、異世界人の魂と精神を侵食して暴走した状態。異世界人の人格は失われ純粋概念の化身となり、ただ単に被害をまき散らす災厄と化す。特に1000年前に古代文明を滅ぼした「塩の剣」「万魔殿」「絡繰り世」「星骸」の4つは四大人災と呼ばれており、塩の剣は突き刺さった島をすべて塩に変え、人が住めない世界を作ってしまったなど、いずれも現在にも影響を与え続けている。
導力（どうりょく）
世界に循環する万能な素質と無限の可能性を秘めた特殊な力。地脈、天脈と呼ばれる世界単位の強大な導力の流れがあり、導力の枯れた大地は生命が根付かず砂漠化するため人類文明は地脈に沿った場所に国家や町を作る。人間の場合は魂から発生する、もしくは魂が導力の魔導現象であるとも言われている。そのため個人差こそあるが素養のある者は、発動媒体となる物体もしくは魔導素材そのものと導力を扱う訓練により、「魔導」として超自然現象を操作できる。単純な操作のみで扱える「導器」も存在し、これらを利用した公共物や移動手段もあるなど、インフラ的な役割も兼ねている。
第一身分（ファウスト）
神官や司教などの宗教関係者で、作中世界の頂点に立つ身分。処刑人もここの所属。
第二身分（ノブレス）
騎士や王侯貴族、領主の身分。第一身分とは共存しているが、水面下では対立している。
第三身分（コモンズ）
一般人。世界の9割を占める大多数にして、日常の担い手。
第四身分（フォース）
正式な身分ではなく、現体制打倒を企む秘密結社。港町リベールを拠点にしている。無差別テロを繰り返していたが、数年前にフレアに盟主を捕らえられて以降は勢いが衰えている。

## 制作背景
作者の佐藤は、殺伐とした容赦のない話を書きたいという思いや、2007年放送のテレビアニメ『DARKER THAN BLACK -黒の契約者-』の影響もあり、これまで描いたことがなかったジャンルであるスタイリッシュなスパイアクションものとして本作を執筆したという。また、迷い人が日本人限定であることなど、既存の異世界もののいいところを踏襲しつつ独自の要素をプラスした世界を作ろうと考えたという。
佐藤は本作の主要人物がすべて女性であることについて、女性を主人公にした話に男性を登場させるとどうしても恋愛展開が期待されてしまうが、異性間の恋愛よりも女性同士の間に流れる感情や友情を突き詰めていくほうが本作に合っているのではないかと考えたからだと話している。

## 既刊一覧

### 小説
- 佐藤真登（著）・ニリツ（イラスト）、SBクリエイティブ〈GA文庫〉、全11巻
  - 『処刑少女の生きる道 ―そして、彼女は甦る―』、2019年7月31日初版第一刷発行（7月12日発売[17]）、ISBN 978-4-8156-0118-8
    - 『アニメ化記念限定小冊子付き特装版』、2022年3月18日発売[18]、ISBN 978-4-8156-1580-2

  - 『処刑少女の生きる道2 ―ホワイト・アウト―』、2019年9月30日初版第一刷発行（9月13日発売[19]）、ISBN 978-4-8156-0393-9
  - 『処刑少女の生きる道3 ―鉄砂の檻―』、2020年2月29日初版第一刷発行（2月14日発売[20]）、ISBN 978-4-8156-0481-3
  - 『処刑少女の生きる道4 ―赤い悪夢―』、2020年8月31日初版第一刷発行（8月6日発売[21]）、ISBN 978-4-8156-0713-5
  - 『処刑少女の生きる道5 ―約束の地―』、2021年2月28日初版第一刷発行（2月10日発売[22]）、ISBN 978-4-8156-0936-8
  - 『処刑少女の生きる道6 ―塩の柩―』、2021年8月31日初版第一刷発行（8月12日発売[23]）、ISBN 978-4-8156-1140-8
  - 『処刑少女の生きる道7 ―ロスト―』、2022年4月30日初版第一刷発行（4月14日発売[24]）、ISBN 978-4-8156-1399-0
  - 『処刑少女の生きる道8 ―フォール・ダウン―』、2023年3月31日初版第一刷発行（3月15日発売[25]）、ISBN 978-4-8156-1723-3
  - 『処刑少女の生きる道9 ―星に願いを、花に祈りを―』、2024年1月31日初版第一刷発行（1月14日発売[26]）、ISBN 978-4-8156-2514-6
  - 『処刑少女の生きる道10 ―異世界人死すべし―』、2025年3月31日初版第一刷発行（3月15日発売[27]）、ISBN 978-4-8156-2515-3
  - 『処刑少女の生きる道11 ―カーテン・コール―』、2025年3月31日初版第一刷発行（3月15日発売[28]）、ISBN 978-4-8156-2516-0

### 漫画
- 佐藤真登（原作）・三ツ谷亮（漫画）・ニリツ（キャラクター原案） 『処刑少女の生きる道』 スクウェア・エニックス〈ヤングガンガンコミックス〉、全7巻
  1. 2021年2月9日初版発行（同日発売[29][30]）、ISBN 978-4-7575-7098-6
  2. 2021年8月10日初版発行（同日発売[31]）、ISBN 978-4-7575-7414-4
  3. 2022年3月25日初版発行（同日発売[32]）、ISBN 978-4-7575-7838-8
  4. 2022年6月23日初版発行（同日発売[33]）、ISBN 978-4-7575-7982-8
  5. 2023年3月25日初版発行（同日発売[34]）、ISBN 978-4-7575-8484-6
  6. 2023年8月25日初版発行（同日発売[35]）、ISBN 978-4-7575-8737-3
  7. 2024年9月25日初版発行（同日発売[36]）、ISBN 978-4-7575-9433-3

## テレビアニメ
| 原作                                | 佐藤真登                   |
| キャラクター原案                    | ニリツ                     |
| 監督                                | 川崎芳樹                   |
| シリーズ構成・脚本                  | ヤスカワショウゴ           |
| アニメーション キャラクターデザイン | 玉置敬子                   |
| プロップデザイン                    | ヒラタリョウ               |
| 美術監督                            | 丹伊田輝彦                 |
| 色彩設計                            | 岡田恵沙                   |
| 3DCGディレクター                    | 柴山一生                   |
| 撮影監督                            | 福世真吾                   |
| 編集                                | 坪根健太郎                 |
| 音響監督                            | 明田川仁                   |
| 音楽                                | 未知瑠                     |
| 音楽制作                            | クリーク                   |
| チーフプロデューサー                | 大澤信博、北村州識         |
| プロデューサー                      | 志治雄一郎、川上竜太郎     |
| アニメーション 制作プロデューサー   | 鈴木薫                     |
| プロデュース                        | EGG FIRM、SBクリエイティブ |
| アニメーション制作                  | J.C.STAFF                  |
| 製作                                | 処刑少女製作委員会         |

2021年1月に開催されたオンラインイベント「GA FES 2021 〜GA 15th Anniversary〜」にてテレビアニメ化が発表され、2022年4月から6月までTOKYO MXほかにて放送された。
2022年3月には、地上波同時配信を行うABEMAのペイ・パー・ビュー「ABEMA PPV ONLINE LIVE」にて第1話・第2話が世界最速上映された。
『ダンジョンに出会いを求めるのは間違っているだろうか 〜メモリア・フレーゼ〜』とのコラボで、2022年4月15日から5月20日まで当ゲーム内でアニメ連動コラボイベントが開催された。
川崎芳樹の初監督作である。

### 主題歌
「Paper Bouquet」
Miliによるオープニングテーマ。作詞はCassie Wei、作曲はCassie WeiとYamato Kasai、編曲はYamato Kasai、Yukihito Mitomo、Shoto Yoshida。
「灯火セレナード」
ChouChoによるエンディングテーマ。作詞・作曲はChouCho、編曲は村山☆潤。

### 各話リスト
| 話数   | サブタイトル             | コンテ               | 演出         | 作画監督                                                       | 総作画監督        | 初放送日      |
| ------ | ------------------------ | -------------------- | ------------ | -------------------------------------------------------------- | ----------------- | ------------- |
| 第1話  | 処刑人                   | 川崎芳樹             | 川崎芳樹     | 中島駿                                                         | 玉置敬子          | 2022年 4月2日 |
| 第2話  | 迷い人                   | 川崎芳樹             | 岩崎良明     | 冷水由紀絵 上田みねこ 熊谷勝弘                                 | 玉置敬子 菊池隼也 | 4月9日        |
| 第3話  | 禁忌の【赤】             | うえだしげる         | うえだしげる | 奥田哲平 佐野はるか 小渕陽介 大西陽一                          | 玉置敬子 菊池隼也 | 4月16日       |
| 第4話  | 古都ガルム               | 川崎芳樹             | 野上良之     | 河野眞也 中島駿 伊藤知美 宮暁秀                                | 玉置敬子 菊池隼也 | 4月23日       |
| 第5話  | さよなら                 | 二瓶勇一             | 森義博       | 冷水由紀絵 熊谷勝弘 吉元美妃 福島豊明 山内則康                 | 菊池隼也          | 4月30日       |
| 第6話  | 【回帰：記憶・魂・精神】 | 川崎芳樹             | 桜美かつし   | 奥田哲平 小渕陽介 上田みねこ 山道到威 tofu 渡辺一平太          | 玉置敬子 菊池隼也 | 5月7日        |
| 第7話  | 港町リベール             | 桜美かつし           | 野上良之     | 佐野はるか 河野眞也 川口弘明 高橋直樹 松本勝次 胡威 陈晓岚     | 冷水由紀絵        | 5月14日       |
| 第8話  | 魔薬                     | 大畑清隆             | 岩崎良明     | 中島駿 小笠原憂 山内則康                                       | 玉置敬子 菊池隼也 | 5月21日       |
| 第9話  | 夜会にて                 | そ〜とめこういちろう | うえだしげる | 熊谷勝弘 吉元美妃 徐学文 徐学武                                | 冷水由紀絵        | 5月28日       |
| 第10話 | 迷い人の娘               | 桜美かつし           | 桜美かつし   | 佐野はるか 奥田哲平 小渕陽介 川口弘明 高橋直樹 松本勝次 陳潔琼 | 玉置敬子 菊池隼也 | 6月4日        |
| 第11話 | 万魔殿                   | もりたけし           | 野上良之     | 奥田哲平 河野眞也 上田みねこ 山道到威 伊藤知美 徐学武 徐学文   | 玉置敬子 菊池隼也 | 6月11日       |
| 第12話 | ふたりの旅路             | 川崎芳樹             | 川崎芳樹     | 小笠原憂 奥田哲平 中島駿 吉元美妃 熊谷勝弘 長塚幸恵            | 玉置敬子 菊池隼也 | 6月18日       |

### 放送局
| 放送期間               | 放送時間                     | 放送局   | 対象地域 | 備考                                 |
| ---------------------- | ---------------------------- | -------- | -------- | ------------------------------------ |
| 2022年4月2日 - 6月18日 | 土曜 0:30 - 1:00（金曜深夜） | TOKYO MX | 東京都   |                                      |
|                        |                              | BS11     | 日本全域 | BS放送 / 『ANIME+』枠                |
|                        | 土曜 21:00 - 21:30           | AT-X     | 日本全域 | CS放送 / 字幕放送 / リピート放送あり |

| 配信開始日           | 配信時間                     | 配信サイト |
| -------------------- | ---------------------------- | --- |
| 2022年4月2日         | 土曜 0:30 - 1:00（金曜深夜） | ABEMA |
| 2022年4月7日         | 木曜 0:00（水曜深夜） 更新   | dアニメストア Netflix Amazon Prime Video U-NEXT アニメ放題 GYAO! FOD バンダイチャンネル TELASA J:COMオンデマンド auスマートパスプレミアム milplus ひかりTV Google Play ニコニコチャンネル ビデオマーケット music.jp DMM.com GYAO!ストア |
|                      | 木曜 0:00 - 0:30（水曜深夜） | ニコニコ生放送 |
| 2022年4月7日以降順次 | 木曜 12:00 以降順次更新      | マンガUP! ふらっと動画 HAPPY!動画 ムービーフルPlus |

### Blu-ray
| 巻 | 発売日        | 収録話         | 規格品番   |
| -- | ------------- | -------------- | ---------- |
| 上 | 2022年8月31日 | 第1話 - 第6話  | 1000816083 |
| 下 | 2022年9月28日 | 第7話 - 第12話 | 1000816084 |

### Webラジオ
『処刑 RADIO 〜処刑少女の語る道（ラジオロード）〜」が、音泉およびYouTubeのWarner Bros. Japan Animeチャンネルにて2022年1月28日より毎月最終金曜日に配信中。パーソナリティはメノウ役の佐伯伊織とアカリ役の佳原萌枝。